# Jade Windley
Jade Windley (Lincolnshire, 22 april 1990) is een voormalig tennisspeelster uit het Verenigd Koninkrijk.
Op vijfjarige leeftijd begon ze met het spelen van tennis.
In 2013 nam zij deel aan het vrouwendubbelspeltoernooi van Wimbledon, samen met landgenote Samantha Murray.

## Posities op deWTA-ranglijst
Positie per einde seizoen:
| jaar | rang enkelspel | rang dubbelspel |
| ---- | -------------- | --------------- |
| 2007 | 902            | –               |
| 2008 | 862            | 760             |
| 2009 | 538            | 466             |
| 2010 | 867            | 477             |
| 2011 | 507            | 332             |
| 2012 | 494            | 378             |
| 2013 | 300            | 185             |
| 2014 | 544            | 308             |

## Resultaten grandslamtoernooien
| Legenda | Legenda                          |
| ------- | -------------------------------- |
| g.t.    | geen toernooi gehouden           |
| l.c.    | lagere categorie                 |
| –       | niet deelgenomen                 |
| G       | uitgeschakeld in de groepsfase   |
| 1R      | uitgeschakeld in de eerste ronde |
| 2R      | uitgeschakeld in de tweede ronde |
| 3R      | uitgeschakeld in de derde ronde  |
| 4R      | uitgeschakeld in de vierde ronde |
| KF      | uitgeschakeld in de kwartfinale  |
| HF      | uitgeschakeld in de halve finale |
| F       | de finale verloren               |
| W       | het toernooi gewonnen            |
| w-v     | winst/verlies-balans             |

### Vrouwendubbelspel
| Toernooi        | 2013 |
| --------------- | ---- |
| Australian Open | –    |
| Roland Garros   | –    |
| Wimbledon       | 1R   |
| US Open         | –    |